# Kenneth Wilson
Kenneth Geddes Wilson (* 8. Juni 1936 in Waltham, Massachusetts; † 15. Juni 2013 in Saco, Maine) war ein US-amerikanischer Physiker und Nobelpreisträger.

## Leben
Wilson, ein Sohn von Edgar Bright Wilson, studierte als Putnam-Fellow an der Universität Harvard und promovierte 1961 am Caltech bei Murray Gell-Mann. Als Postdoc in Harvard war er anschließend am CERN tätig. 1963 wurde er Sloan Research Fellow und Assistenzprofessor an der Cornell University in New York und 1970 ordentlicher Professor. 1985 wurde er Leiter eines der nationalen Supercomputer-Zentren der USA in Cornell. Von 1988 bis 2008 war er an der Ohio State University tätig.
Wilson erhielt 1982 den Physik-Nobelpreis „für seine Theorie über kritische Phänomene bei Phasenumwandlungen“ (in der offiziellen Laudatio werden auch die wichtigen Beiträge von u. a. Ben Widom, Waleri Pokrowski, Leo Kadanoff und Michael Fisher zu diesem Forschungsgebiet gewürdigt). Wilson leistete wesentliche Beiträge zur Entwicklung der Theorie der Renormierungsgruppe, die er sowohl in der statistischen Mechanik als auch in der Quantenfeldtheorie anwandte. Durch seine Gitter-Formulierung der Quantenchromodynamik begründete er die Gittereichtheorie. Der Wilson-Loop (auch Wilson-Line genannt), der in Gitter-Eichtheorien als eine Art Test-Observable (Ordnungsparameter) mit dem Wegintegral des Eichvektorfeldes über geschlossene Wege (Loops) als Phasenfaktor verwendet wird, ist nach ihm benannt. Innerhalb der Gittereichtheorie ist Wilson auch Namensgeber für die von ihm eingeführten Wilson-Fermionen und die Wilson-Wirkung. Auch die Methode der Operatorproduktentwicklung (operator product expansion) in der Quantenfeldtheorie ist von ihm entwickelt worden. Er hat aber nicht nur auf verschiedenen Gebieten gearbeitet, sondern auch scheinbar ganz abstrakte Methoden konstruktiv für konkrete Probleme angewendet, z. B. die Methode der Renormierung zur Lösung des Kondo-Problems, wobei er schon frühzeitig sehr für numerische Methoden offen war.
1973 erhielt er den Dannie-Heineman-Preis für mathematische Physik, 1975 die Boltzmann-Medaille. 1980 erhielt er, zusammen mit Michael Fisher und Leo Kadanoff, den Wolf-Preis für Physik. 1982 schließlich folgte der Nobelpreis für Physik. 1993 erhielt er den ersten Aneesur-Rahman-Preis. Seit 1975 war er Mitglied der American Academy of Arts and Sciences und der National Academy of Sciences, seit 1984 der American Philosophical Society. 1998 wurde er Fellow der American Physical Society.
Zu seinen Doktoranden zählen Roman Jackiw und Michael Peskin.
Wilson war verheiratet.

## Schriften
- Problems in physics with many scales of length. In: Scientific American. August 1979, deutsch Die Renormierungsgruppe. In: Spektrum der Wissenschaft. Oktober 1979.
- The Renormalization group (RG) and critical phenomena 1. In: Physical Review B. Band 4, 1971, S. 3174.
- The renormalization group: critical phenomena and the Kondo problem. In: Reviews of modern physics. Band 47, 1975, S. 773–839.
- mit M. Fisher: Critical exponents in 3.99 dimensions. In: Physical Review Letters. Band 28, 1972, S. 240.
- Non-lagrangian models in current algebra. In: Physical Review. Band 179, 1969, S. 1499–1512 (operator product expansion).
- Model of coupling constant renormalisation. In: Physical Review D. Band 2, 1970, S. 1438–1472.
- Operator product expansions and anomalous dimensions in Thirring model. In: Physical Review D. Band 2, 1970, S. 1473–1477.
- Anomalous dimensions and breakdown of scale invariance in perturbation theory. In: Physical Review D. Band 2, 1970, S. 1478–1493.
- RG and strong interactions. In: Physical Review D. Band 3, 1971, S. 1818–1846.
- Confinement of quarks. In: Physical Review D. Band 10, 1974, S. 2445–2459.